# Parti radical valoisien
Die Parti radical, deutsch Radikale Partei (abgekürzt PR, PRad oder Rad; häufig auch Parti radical valoisien - PRV, genannt), ist eine liberale Partei der politischen Mitte oder rechten Mitte in Frankreich. 
Sie ging 1972 aus der 1901 gegründeten historischen Parti républicain, radical et radical-socialiste hervor, nachdem sich deren linker Flügel als Parti radical de gauche (PRG) abgespalten hatte. Zeit ihrer Existenz spielte sie in der französischen Parteienlandschaft nur eine untergeordnete Rolle, war aber aufgrund von Wahlbündnissen mit größeren Parteien des Mitte-rechts-Spektrums stets in beiden Kammern des Parlaments und oft auch mit Ministern in der Regierung vertreten. 
Von 1979 bis 2002 war sie Bestandteil der bürgerlich-gemäßigten UDF, anschließend bis 2011 assoziierte Partei der UMP und schließlich von 2012 bis zu ihrer Auflösung Mitglied der Union des démocrates et indépendants (UDI). Im EU-Parlament gehörten ihre Abgeordneten der Fraktion der Allianz der Liberalen und Demokraten für Europa (ALDE) an. Im Dezember 2017 fusionierte die PR nach 45 Jahren der Trennung wieder mit der PRG und löste sich zugunsten des neuen Mouvement radical auf. Nach dem Scheitern der Fusion wurde dieses im September 2021 aufgelöst und die Parti radical wiederbelebt. Sie gehört seit 2022 zum Bündnis Ensemble (pour la République), das die Präsidentschaft Emmanuel Macrons unterstützt.

## Geschichte und Bündnisse

### Gründung und Bestandteil der UDF (1972–2002)

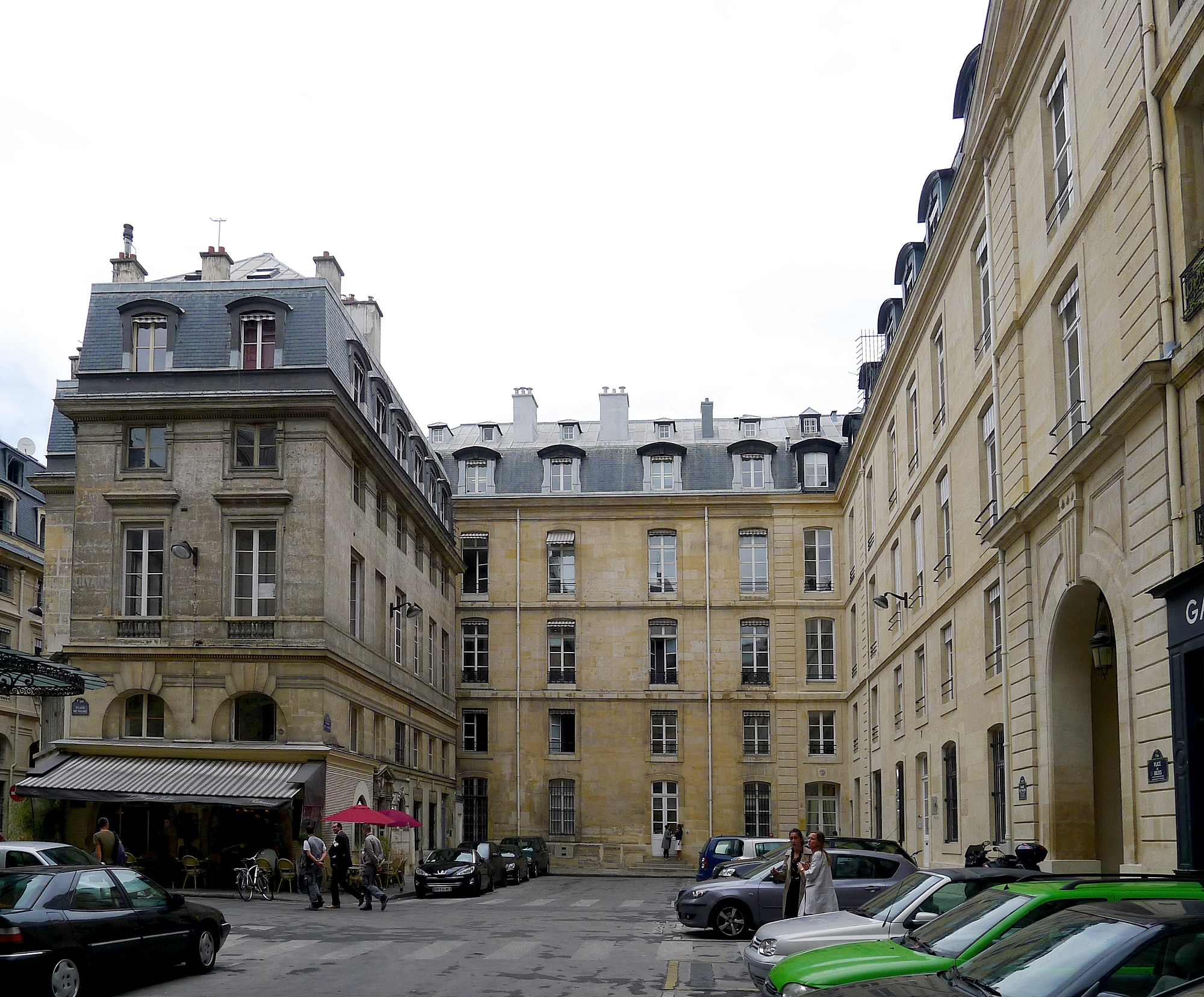
Place de Valois im Pariser 1. Arrondissement – Hier ist die namengebende Parteizentrale

Die Partei entstand 1972, als sich das Mouvement de la gauche radicale-socialiste von der Parti radical abspaltete: Die verkleinerte Radikale Partei bestand weiter und wurde, zur Unterscheidung, oftmals Parti radical valoisien genannt. Das valoisien stammt von der Adresse ihres Pariser Hauptquartiers am Place de Valois. Rechtlich ist sie identisch mit der 1901 gegründeten Parti républicain, radical et radical-socialiste und war damit lange Zeit die älteste Partei Frankreichs. Sie reichte aber bei weitem nicht mehr an den Einfluss ihrer Vorgänger heran. Ihr erster Vorsitzender war Jean-Jacques Servan-Schreiber.
Während sich die inzwischen in Parti radical de gauche umbenannte Linksabspaltung der sozialdemokratischen PS annäherte, war die Parti radical valoisien lange Zeit Teil der bürgerlich-zentristischen Union pour la démocratie française (UDF). Die bestand außerdem aus Christdemokraten, gemäßigten Sozialdemokraten sowie liberal-konservativen Republikanern und verhalf Valéry Giscard d’Estaing 1974 zur Präsidentschaft. Trotz ihrer rapide schwindenden Wählerschaft war die Parti radical durch dieses Bündnis stets in Nationalversammlung, Senat und Europaparlament vertreten. In letzterem saßen ihre Abgeordneten bis 1994 in der Liberalen und Demokratischen Fraktion, anschließend in der Fraktion EVP-ED. An dem Zusammenschluss einiger UDF-Mitgliedsparteien zu einer einzigen Partei (Nouvelle UDF) im Jahr 1998 beteiligte sich die Radikale Partei nicht, sondern blieb locker mit ihr assoziiert.

### Assoziierte Partei der UMP (2002–2010)
Als Staatspräsident Jacques Chirac im Jahr 2002 das Bündnis Union pour la majorité présidentielle (UMP) gründete, um das bürgerliche Lager von der Mitte bis zur Rechten zu einen, verließ die Parti radical die UDF und schloss sich der UMP an. Dabei behielt sie jedoch ihren Status als eigenständige Partei und wurde daher als parti associé, also „verbundene Partei“, der UMP betrachtet. Die Abgeordneten der Parti radical saßen anschließend in der Nationalversammlung in der UMP-Fraktion, die Mehrzahl ihrer Senatoren verblieb dagegen in der RDSE (Europäischer, demokratischer und sozialer Zusammenschluss), dem letzten gemeinsamen, eigenständigen Gremium der „radikalen Familie“ (gemeinsam mit der Parti radical de gauche). Bis 2008 hatte sie auch den Vorsitz dieser Fraktion inne, dann verlor sie ihn an die PRG. 

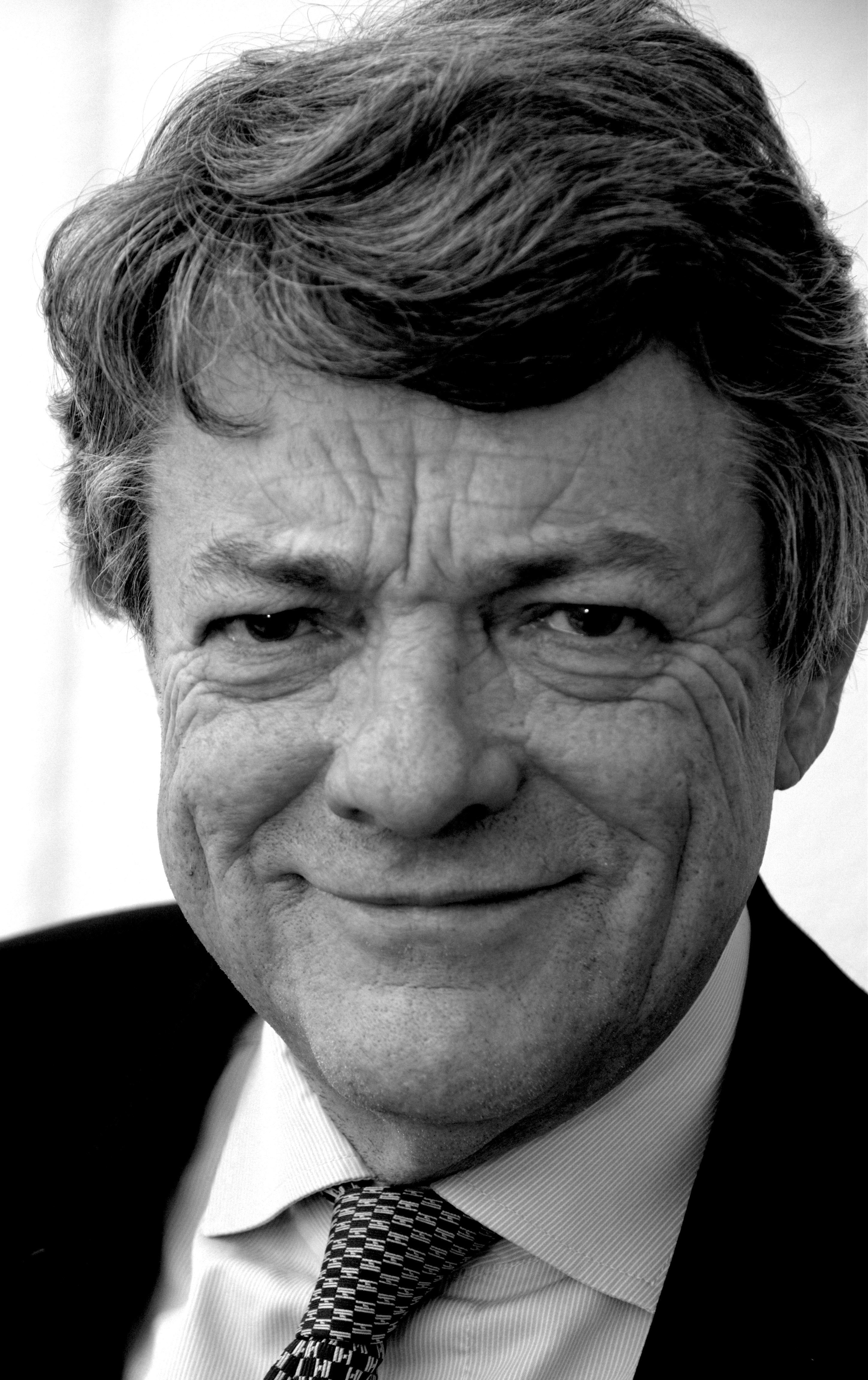
Jean-Louis Borloo, Parteivorsitzender von 2005 bis 2014

Während der Präsidentschaft Nicolas Sarkozys stellte die Radikale Partei mit ihrem Vorsitzenden Jean-Louis Borloo bis November 2010 den Ministre d’Etat (stellvertretenden Premierminister), der zugleich Umweltminister in den Regierungen Fillon I und II war. Am 29. November 2009 hatte die Partei nach eigenen Angaben 7.903 Mitglieder. Innerhalb der UMP und des Mitte-rechts-Lagers galt die Parti radical als am stärksten sozial und ökologisch orientiert. Aus diesem Grund gab es Pläne, Borloo als Kandidaten bei der Präsidentschaftswahl 2012 aufzustellen, um Wähler des zentristischen Mouvement démocrate (MoDem) und der Grünen anzulocken und dann für den zweiten Wahlgang an Sarkozy zu binden.

### Bruch mit der UMP, Teil der UDI (2011–2017)
Im November 2010 verließ zunächst Jean-Louis Borloo die Regierung, aus Protest gegen die erneute Ernennung Fillons zum Premierminister. Einen Tag später forderte Borloo vor Abgeordneten der UMP aus dem liberalen und zentristischen Umfeld eine gemeinsame Koordinierung der liberalen, zentristischen und radikalen Parteien. Auf ihrem Parteikongress am 14. und 15. Mai 2011 beschloss die Parti radical ihren Austritt aus der UMP. Am 26. Juni war sie Gründungsmitglied der Alliance républicaine, écologiste et sociale (gemeinsam mit Nouveau Centre, Convention démocrate und La Gauche moderne), die sich als zentristische Alternative sowohl zur UMP als auch zur PS verstand. In der Folge verließ sie auch die Senatsfraktion RDSE und schloss sich der Fraktion Union centriste an, der auch die Senatoren des NC und der LGM angehören. Diese Alliance war jedoch nur kurzlebig. Sie erwog zunächst, Borloo als Präsidentschaftskandidaten aufzustellen. Dieser gab die Kandidatur jedoch auf und die Parti radical unterstützte schließlich eine Wiederwahl Sarkozys (der jedoch verlor).
Bei der Parlamentswahl im Juni 2012 wurden nur 7 Abgeordnete der Parti radical gewählt (zuvor waren es 17 gewesen). Sie schlossen sich der Fraktion der Union des démocrates et indépendants (UDI) an, einem Zusammenschluss von Parteien der Mitte und rechten Mitte, die sich sowohl vom linken als auch vom konservativen Lager abgrenzen. Im Europaparlament ist die Parti radical seit der Europawahl im Mai 2014 mit einem Mitglied vertreten. Der Abgeordnete Dominique Riquet hat sich dort der liberalen ALDE-Fraktion angeschlossen. Infolge der Senatswahl im September 2014 stieg die Zahl der Senatoren der Radikalen Partei auf 10.
Im April 2014 wurde Laurent Hénart, der Bürgermeister von Nancy, zum Parteivorsitzenden gewählt. Er löste Jean-Louis Borloo ab, der die Partei ab 2005 geführt hatte. Nathalie Delattre übernahm im Juli 2014 das Amt der Generalsekretärin.
Weitere bekannte Mitglieder sind der ehemalige Bürgermeister von Nancy André Rossinot und der ehemalige Überseeminister Yves Jégo. Die ehemalige Staatssekretärin Rama Yade war im Dezember 2010 von der UMP zur Parti radical übergetreten, weil sich die UMP ihrer Meinung nach zu sehr nach rechts geöffnet hatte.
Die Partei La Gauche moderne (LGM) des Senators und ehemaligen Staatssekretärs Jean-Marie Bockel hatte ab Dezember 2012 den Status einer mit der Parti radical assoziierten Partei. Ein Vertreter der LGM gehörte auch dem Vorstand der Radikalen Partei an. Außerdem mit der Partei verbunden waren die Jugendorganisation Nouvelle Génération – Jeunes Radicaux (Junge Radikale), die Fraueninitiative Vivent les femmes sowie die Vereinigung Écologie Radicale.
Im Vorfeld der Präsidentschaftswahl 2017 beteiligten sich die Radikalen an der „offenen Vorwahl der Rechten und der Mitte“, die zur Findung eines gemeinsamen Kandidaten von den konservativen Républicains (Nachfolger der UMP) veranstaltet wurde. Dabei unterstützte die PR den als liberal geltenden Alain Juppé, der jedoch dem weiter rechts stehenden François Fillon unterlag. Im zweiten Wahlgang unterstützte sie Emmanuel Macron, der schließlich auch gewann. An der darauffolgenden Parlamentswahl nahm die UDI (einschließlich der Radicaux) abermals im Rahmen eines Mitte-rechts-Bündnisses mit Les Républicains teil. Dieses musste insgesamt starke Einbußen hinnehmen, die Zahl der PR-Abgeordneten ging auf fünf zurück.

### Fusion zum Mouvement radical und Wiederbelebung (seit 2017)
Nach dieser Wahl, die einen tiefgreifenden Umbruch des französischen Parteiensystems gebracht hatte (massiver Bedeutungsverlust der Républicains und noch mehr der Sozialisten; Aufstieg der Front national, der neuen Mitte-Partei La République en Marche (LREM) des Präsidenten Macron und der linken Bewegung La France insoumise), näherten sich nach 45 Jahren der Trennung Parti radical valoisien und Parti radical de gauche wieder aneinander an. Am 9. Dezember 2017 fusionierten sie schließlich zum Mouvement radical, das sich als sozial-liberale Kraft der Mitte positionierte. Einige Mitglieder der PR, darunter Yves Jégo und weitere Abgeordnete und Senatoren, lehnten die Fusion allerdings ab und verblieben stattdessen in der UDI, innerhalb derer sie den informellen Zusammenschluss „Génération 1901“ bildeten. 
Noch während der zweijährigen Übergangsphase beschloss die Führung der PRG im Februar 2019, die Fusion rückgängig zu machen und ihre eigene Partei wiederzubeleben. Im Mouvement radical verblieben somit überwiegend Mitglieder der Parti radical valoisien unter Führung von Laurent Hénart. Dieser erklärte im September 2021 das Ende des Mouvement radical und die Rückkehr zum Namen Parti radical anlässlich des 120. Gründungsjubiläums der historischen Partei Ende des Jahres. Anschließend trat sie dem Bündnis Ensemble citoyen bei, das zur Präsidentschaftswahl im April 2022 eine Wiederwahl des Präsidenten Emmanuel Macron unterstützte.

## Ideologie
Das radical im Namen ist in der Bedeutung zu verstehen, die dieser Begriff im Frankreich des 19. Jahrhunderts hatte. Es steht für die vom fortschrittlichen Bürgertum getragene strikte Ablehnung der Monarchie und Feudalherrschaft, Eintreten für bürgerliche Freiheiten und allgemeines Wahlrecht sowie die Trennung von Kirche und Staat. Die Partei stand damit in der Tradition der Französischen Revolution und der Verfechter der republikanischen Staatsform. Im heutigen Sinne ist die Partei keineswegs radikal, sondern in der Mitte des politischen Spektrums verortet. In deutscher Terminologie könnte sie als liberal bezeichnet werden, dieses Etikett verwendet sie jedoch – aufgrund anderer historischer Konnotationen in Frankreich – nicht.